# Arthur Purves Phayre

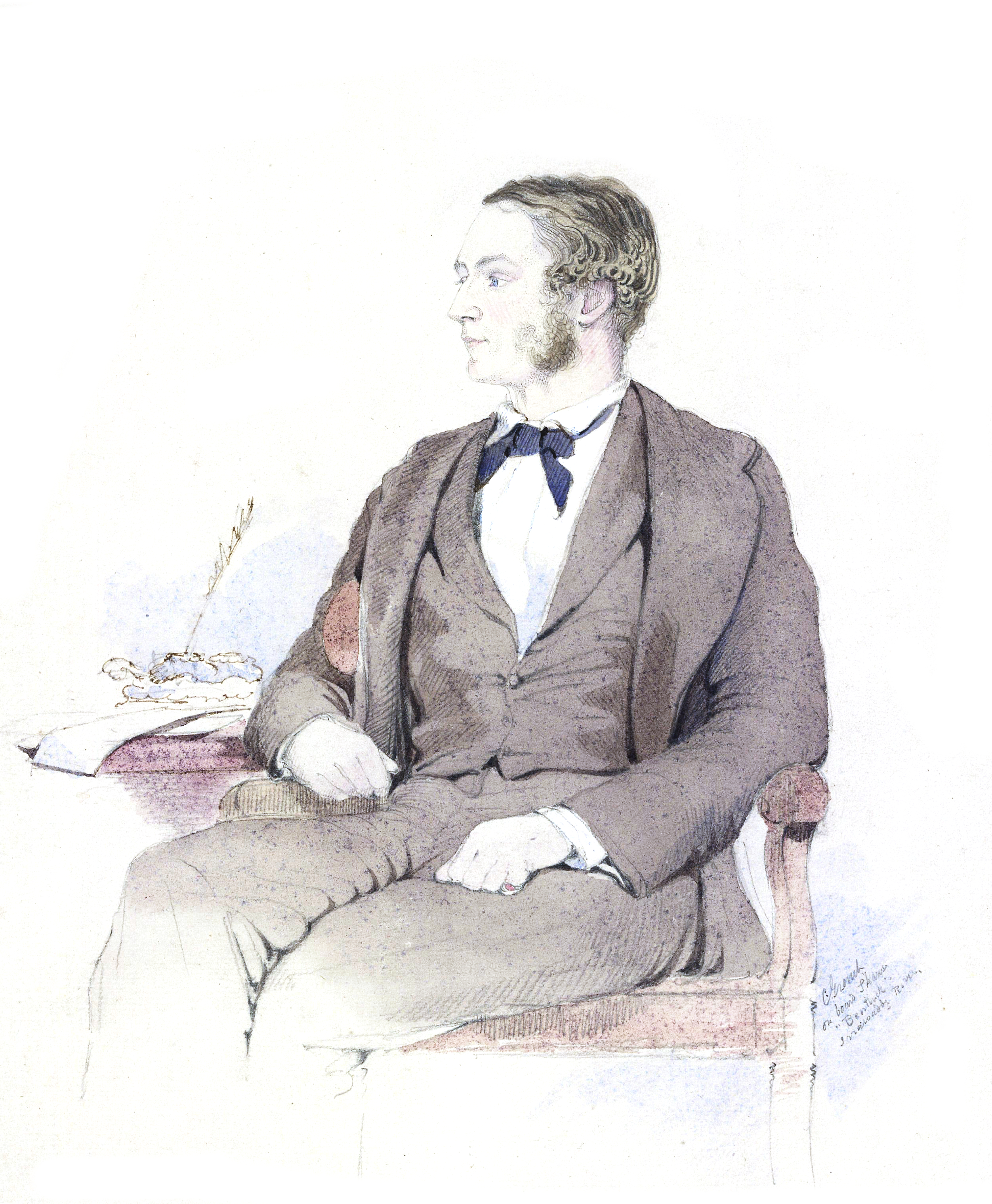
Arthur Purves Phayre

Sir Arthur Purves Phayre (* 7. Mai 1812 in Shrewsbury, Shropshire; † 14. Dezember 1885 in Bray, County Wicklow, Irland) war ein britischer Generalkommissar, Armeeoffizier und Historiker. Er versuchte, erstmals europäische Bildung in den traditionellen birmanischen Institutionen einzuführen, scheiterte aber mit diesem Vorhaben.

## Leben und Wirken
Nach seiner Ausbildung an der Shrewsbury School in England trat Phayre 1828 als Kadett in die bengalische Armee ein, in der er alsbald Offizier in Moulmein in der birmanischen Provinz Tenasserim wurde. Im Jahre 1846 wurde er Assistent des Provinzkommissars, 1849 Kommissar von Arakan. Dort lernte er, die birmanische Sprache fließend zu sprechen.
Nach dem Zweiten Anglo-Birmanischen Krieg im Jahr 1852 wurde Phayre Kommissar von Pegu und spielte eine bedeutende Rolle in den Beziehungen der indischen Regierung zum neuen König Mindon Min von Birma. Er fungierte als Dolmetscher der burmesischen Mission in Kalkutta im Jahr 1854 und leitete ein Jahr später eine Rückkehrmission in die burmesische Hauptstadt Amarapura. Obwohl kein Friedensvertrag unterzeichnet wurde, kam es zur Verständigung zwischen Phayre und König Mindon Min, womit der Ausbruch eines weiteren Kriegs verhindert wurde. Phayre wurde 1862 Generalkommissar für die gesamte Provinz Britisch-Burma (einschließlich Arakan, Tenasserim und Pegu). Er schloss einen Handelsvertrag mit dem König, der den Handel zwischen Nieder- und Oberbirma erleichtern sollte, und er wurde britischer Repräsentant in der birmanischen Hauptstadt. 1867 verließ Phayre Birma. Nachdem er von 1874 bis 1878 Gouverneur von Mauritius gewesen war, zog er sich nach Bray in Irland zurück. 1878 wurde er zum Ritter geschlagen.
Phayre gilt als namhafter Gelehrter der birmanischen Kultur und Geschichte. Sein Buch History of Burma aus dem Jahr 1883 gehört zu den Standardwerken über die Geschichte Birmas. Sein Bemühen, moderne europäische Bildung in den buddhistischen Klosterschulen einzuführen, blieb letztendlich erfolglos.

## Dedikationsnamen
Mehrere Tiertaxa sind nach Phayre benannt, darunter der Phayre-Brillenlangur (Trachypithecus phayrei), das Phayre-Hörnchen (Callosciurus phayrei), das Phayre-Gleithörnchen (Hylopetes phayrei), die Ohrenpitta (Pitta phayrei), die Aschkopf-Pompadourtaube (Treron phayrei), Francolinus pintadeanus phayrei (eine Unterart des Perlfrankolins) sowie Manouria emys phayrei (eine Unterart der Braunen Landschildkröte).